# Ulrich Frank-Planitz
Ulrich Frank-Planitz (* 13. April 1936 in Planitz als Ulrich Frank; † 7. Mai 2011 in Stuttgart) war ein deutscher Verleger und Journalist.

## Leben
Ulrich Frank-Planitz studierte Medizin in Jena und Rechts- und Wirtschaftswissenschaften in Berlin, Bonn und Köln. Er war Korrespondent der Tageszeitung Handelsblatt und der Wochenzeitung Christ und Welt in Bonn, deren Chefredakteur er 1970 wurde. Ab 1973 war er für die Robert Bosch GmbH in Zürich tätig und war von 1978 bis 1997 Geschäftsführer der Deutschen Verlags-Anstalt (DVA) und der Engelhorn Verlags GmbH. Er überführte die DVA 1980/81 aus dem Familienbesitz der Familie Bosch in die Gesellschaftsstruktur aus Fazit-Stiftung und DVA-Stiftung. Zudem war er verantwortlich für den Erwerb der Manesse-Bibliothek.
1997 gründete er mit Michael Klett den Hohenheim Verlag in Stuttgart und Leipzig, den er mit seiner Frau Renate Frank-Jostmann leitete. Er war unter anderem Herausgeber der Streiflichter von der Elbe.
Frank-Planitz war von 1998 bis 2005 Sprecher des Beirats der Leipziger Buchmesse. Er engagierte sich im Beirat des Landesmuseums Württemberg in Stuttgart und dem Bergedorfer Gesprächskreis der Körber-Stiftung. Er war seit 1989 Mitglied des Kuratoriums der Theodor-Heuss-Stiftung und Mitglied des Kuratoriums der Universität Leipzig. Er war Gründungsstifter der Bürgerstiftung Stuttgart.

## Ehrungen
1997 wurde er mit dem Verdienstkreuz am Bande der Bundesrepublik Deutschland und 2005 mit der Verdienstmedaille des Landes Baden-Württemberg geehrt. Er ist Ehrenritter des Johanniterordens.